# أكمي كاندا
أكِمي كاندا (神田朱未 كاندا أكِمي) هي مؤدية أصوات يابانية ولدت في 10 نوفمبر 1978 في ناغويا، أيتشي.

## أدوارها في الأنمي

### مسلسلات أنمي تلفزيونية
- المعلم الساحر نيغيما! - أسنا كاغورازاكا
- نيغيما!؟ - أسنا كاغورازاكا
- باكانو! - شيزلو ميير
- بليتش - ماشيرو كونا
- جوشين إنبو - رايرا
- CLANNAD - ريو فُجيباياشي
- CLANNAD 〜AFTER STORY〜 - ريو فُجيباياشي
- إلفن ليد - هيرومي كوراما
- ويتشبليد - ريهوكو أماها
- ماريا هوليك - نانامي كيري
- ماريا هوليك ألايف - نانامي كيري
- كروس جيم - واكابا تسوكيشيما
- شوغو كارا! - ماريمو هاتاناكا
- شوغو كارا!! دوكي - لولو دو مورسير
- كيدي غريد - توينكل
- جيغوكو شوجو فوتاكوموري - ماهو سوزاكي
- أولينسيس الفضي - ميسوزو
- موياشيمون - هازوكي أويكاوا
- أرشيف دانتاليان - ميلدريد
- بيرسونا 4 ذي أنيميشن - ناناكو دوجيما
- بيرسونا 4 ذا غولدن أنيميشن - ناناكو دوجيما
- ماغي: The Labyrinth of Magic - تويا
- فرسان التنكاي - سيلان جونز

### أنمي الإنترنت
- سيلور مون كريستال - هارونا ساكورادا، كوتونو ساراشينا

### أوفا أنمي
- المعلم الساحر نيغيما! الربيع - أسنا كاغورازاكا
- المعلم الساحر نيغيما! الصيف - أسنا كاغورازاكا
- المعلم الساحر نيغيما! 〜الجناح الأبيض ALA ALBA〜 - أسنا كاغورازاكا
- المعلم الساحر نيغيما! 〜عالم آخر〜 - أسنا كاغورازاكا

## أدوارها في ألعاب الفيديو
- بيرسونا 4 - ناناكو دوجيما
- بيرسونا 4 غولدن - ناناكو دوجيما
- بيرسونا Q شادو أوف ذا لابيرينث - ناناكو دوجيما

## وصلات خارجية
- أكمي كاندا على موقع IMDb (الإنجليزية)
- أكمي كاندا على موقع ميوزك برينز (الإنجليزية)
- أكمي كاندا على موقع ديسكوغز (الإنجليزية)
- أكمي كاندا على موقع قاعدة بيانات الفيلم (الإنجليزية)
- أكمي كاندا على موقع ANN person (الإنجليزية)